# 隅田川の渡し

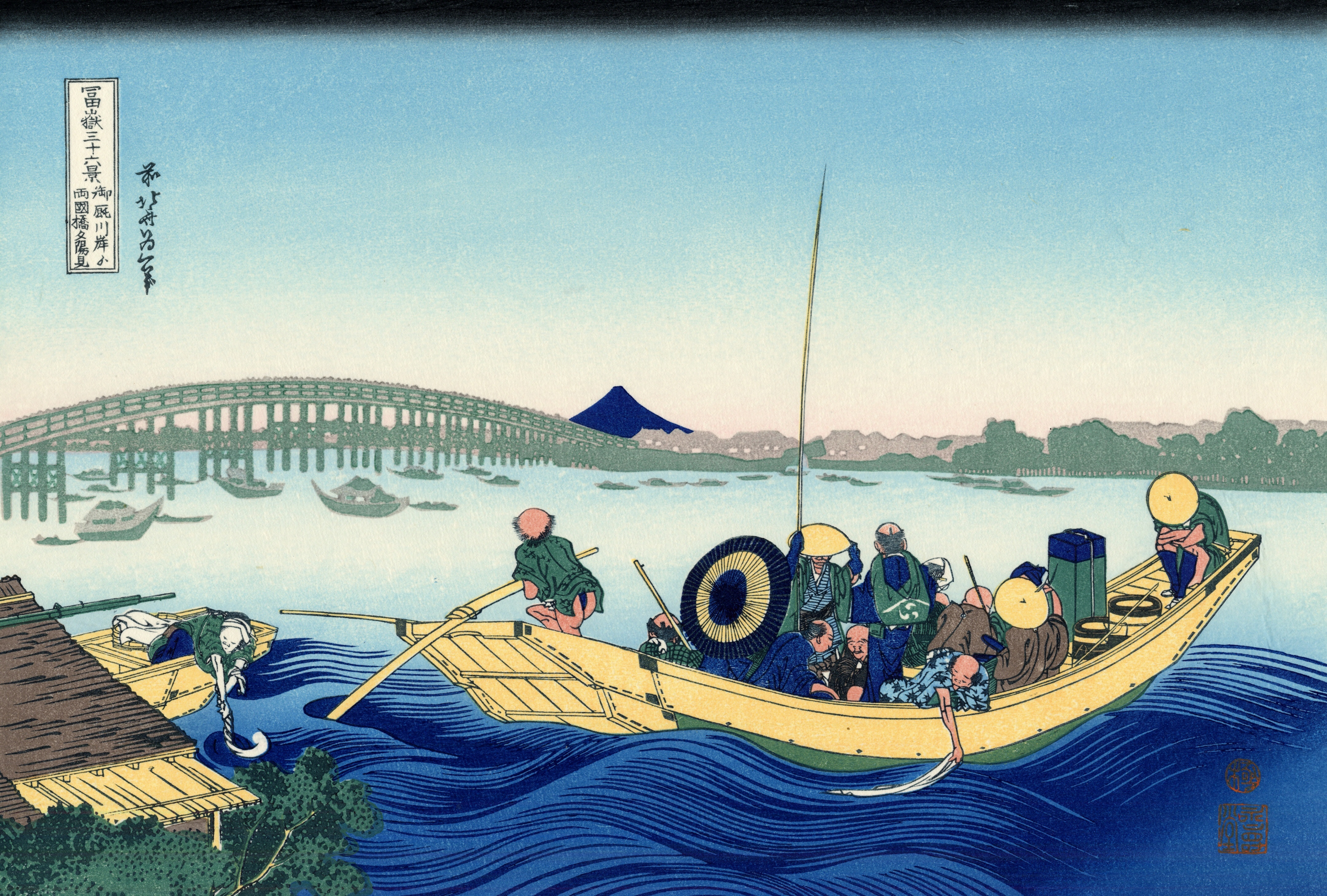
「富士見の渡し」（葛飾北斎 「冨嶽三十六景色 御厩川岸 両國橋夕陽見」）

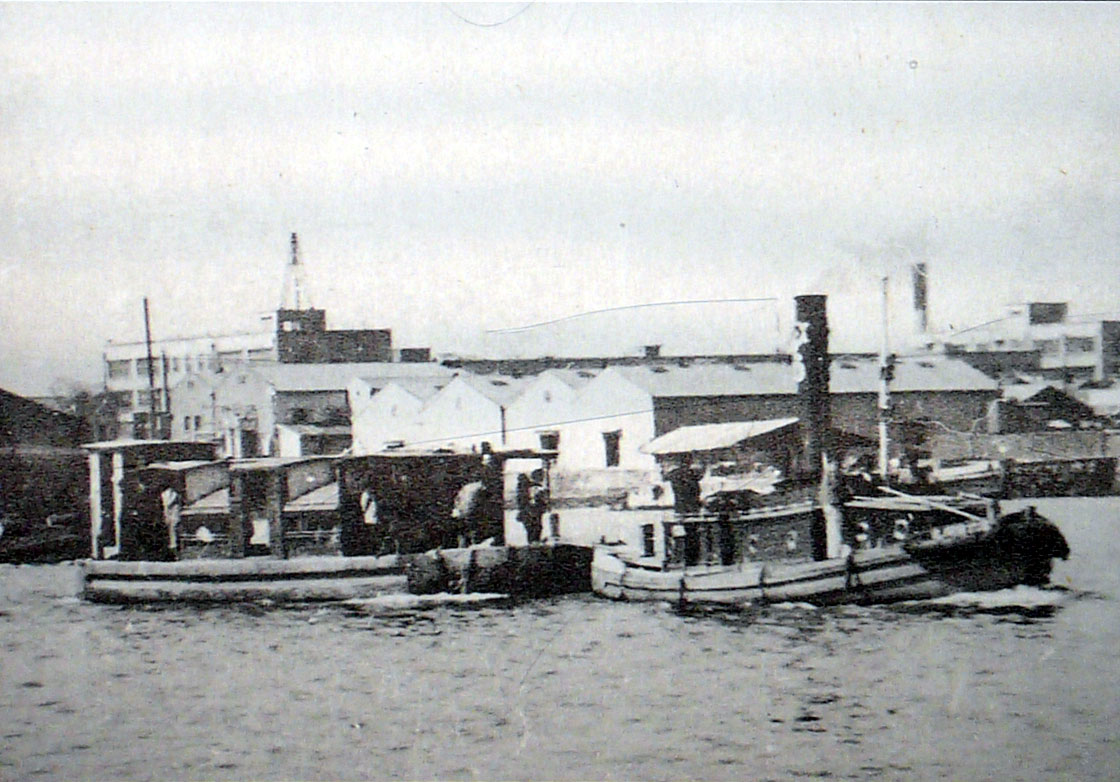
「佃島の渡し」（昭和初期）

隅田川の渡し（すみだがわのわたし）は、隅田川にかつて存在した渡し船・渡船場の総称。
長らく奥州や総州への街道筋に合わせていくつかの渡しが存在した。戦国時代以降に徳川家康が江戸へと移封されると江戸の町は大きく発展を見せたが、防備上の関係や維持経費の問題で架橋が限られたこともあり、市街地を南北に分断する隅田川を渡河するために多くの渡しが誕生した。
江戸時代を通じて渡しは増え続け、最盛期の明治時代初頭には20以上の渡しの存在が確認できる。関東大震災以後、震災復興事業に伴う新規の架橋も自動車や市電の通行も可能な橋も増え、1966年（昭和41年）に廃止された「汐入の渡し」を最後に、公道の一部としての隅田川の渡しは姿を消した。
現在では東京都北区志茂にある日本化薬東京工場と、対岸の足立区新田にある日本化薬東京を結ぶ従業員専用の渡船のみが存在する。

## 主な渡し
ここでは隅田川の主な渡しを、上流から列挙する。名称と渡船場所は時代とともに変遷しているため、代表的なものを記す。

### 宮堀の渡し
「神谷の渡し」とも称された。現在の新神谷橋付近にあったもので、江戸期においては主に西新井大師への参拝客や荒川堤への花見客などを乗せていたようである。1924年（大正13年）6月に荒川放水路が開削されると、一帯は放水路と隅田川にはさまれて中州のように孤立した地域となったために後述する野新田の渡しと共に整備が進んだ。1962年（昭和37年）10月に新神谷橋の架設工事が着工され, 1965年（昭和40年）10月に片側車線が開通することになり、宮堀の渡しはその役目を終え、昭和35年の冬に廃止された｡北区の宮堀児童遊園内に案内板が設置され、王子神谷駅付近の北本通り沿いの「産業考古学探索路」碑においても記載が残る。

### 野新田（やしんでん）の渡し
「馬場の渡し」とも称された。現在の新田橋付近にあったもので、主に現在の足立区付近の農産物を江戸市中に運ぶ農業渡船として使われていたようである。荒川放水路開削時に中州状に孤立した付近一帯の交通路として前述の宮堀の渡しと共に整備された。付近は俗に「野新田の原」と呼ばれ桜草の名所であったという。1941年（昭和16年）の新田橋架橋によって廃止された。

### 六阿弥陀の渡し
六阿弥陀詣をして霊場を巡る際に必ず使う必要があったため、この名で呼ばれた。付近の地名から「豊島の渡し」とも称された。現在の豊島橋の上流200 mほどの隅田川が大きく蛇行する「天狗の鼻」とよばれる場所にあった。1925年（大正14年）の豊島橋架橋によって廃止された。

### 梶原の渡し
「船宮の渡し」とも称された。足立郡江北村（現在の足立区宮城付近）から、堀船（現在の北区堀船4丁目）にあった下野紡績工場へと通う女工たちの通勤用に、両岸の有志によって1908年（明治41年）に作られたという記録が残る。当初の運賃は大人一銭、子供五厘、荷車一銭五厘、自転車一銭。駒込の市場への出荷の車を、戦争の頃は足立の軍需工場へ通う人々を、戦後は梶原銀座への買い物客らを、何往復もして運んだ渡しだったが、交通路の発展に伴い1961年（昭和36年）に廃止された。北区の白山堀公園奥に案内板が設置されている。

### 小台の渡し
「尾久の渡し」とも称された。現在の小台橋付近にあったもので、江戸時代より江北・西新井・草加方面への交通の要所として賑わっていた。西新井大師や六阿弥陀のひとつである沼田の恵明寺に詣でる人々も多く利用した｡江戸期は両岸の農民が半月交代の当番制で渡していたという｡明治期以降は東京府が運営していたが、交通量の増大に伴い1933年（昭和8年）に小台橋が架橋され、後に廃止された。小台橋のたもとに案内板が設置されている。

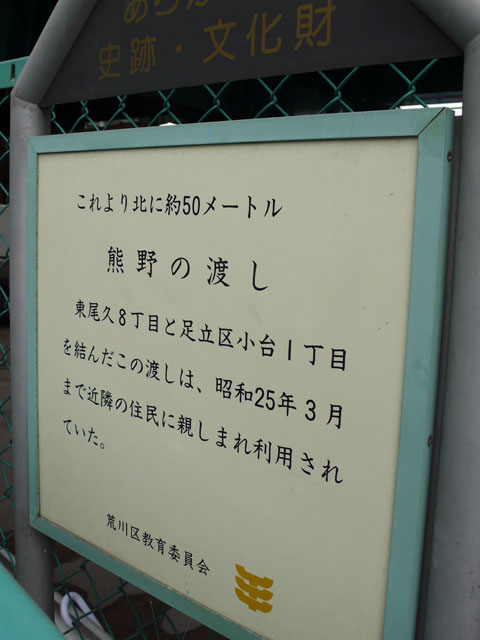
熊野の渡し案内板（尾久橋そば）

### 熊野の渡し
現在の尾久橋付近にあったもので、大正中期から昭和にかけて利用されていた。熊野の名は明治期まで近隣に所在した熊野神社に因む（「熊野前駅#歴史」も参照）。下流の尾竹橋や上流の小台橋が開通した後は徐々に利用客が減少したものの、1950年（昭和25年）3月まで利用された。尾久橋のたもとに案内板が設置されている。

### 新渡し
現在の尾竹橋の上流200 mほどの位置にあり、荒川区町屋五丁目と六丁目の境付近から、足立区千住桜木町を結んでいた。東側にあった後述される尾竹の渡しに対し、新たに設けられたので新渡しと称したという。明治後期に整備され、1934年（昭和9年）の尾竹橋架橋後に廃止された。渡し跡付近に案内板が設置されている。「新渡し」の名は都営バス王45系統の停留場名に未だに残されており、2006年に新設されたコミュニティバスはるかぜ宮03系統にも、都営バスと同位置のバス停名に「新渡し」の名が使用された。

### 尾竹の渡し
現在の尾竹橋の下流300 mほどの位置にあった。付近に「富士見屋」「柳屋」「大黒屋」という 三軒の茶屋があったため「お茶屋の渡し」とも称されたという。また「尾竹」の名も「お竹」という茶屋の看板娘から名付けられたと伝わっている。天保年間（1840年 - ）に開設され、昭和9年の尾竹橋架橋後もしばらく運行されていた記録が残る。千住、西新井大師方面へ向かう交通路として重要な役割を果たした。付近の尾竹橋公園入口に案内板が設置されている。

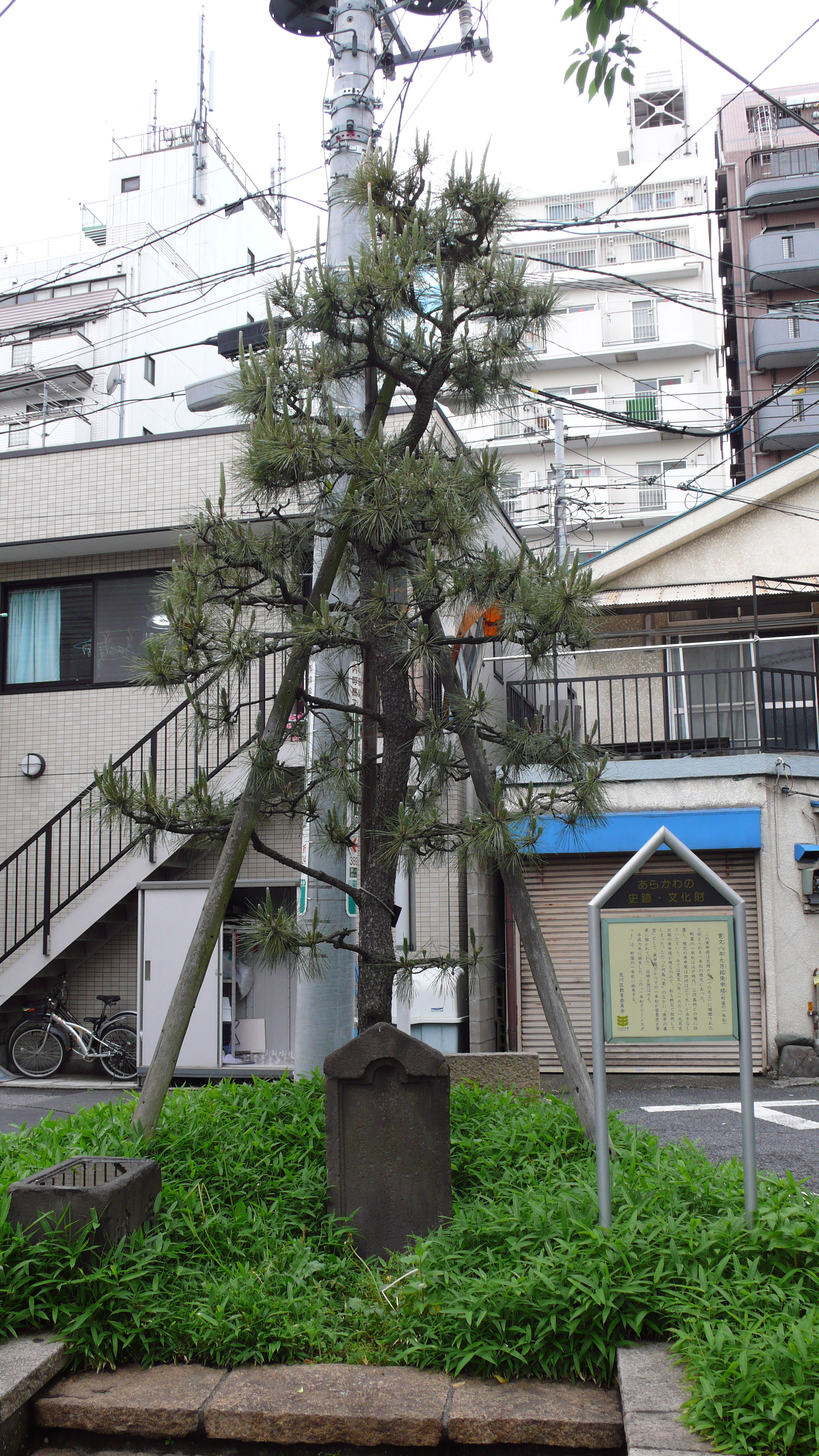
一本松グリーンスポットの松

### 一本松の渡し
現在の上水千住水管橋付近にあった渡し。京成電鉄隅田川橋梁の上流100 mほどの位置にあたる。千住と町屋を結んでいた生活道路であったという。いつごろ廃止されたのかは不明。上水千住水管橋そばに案内板が設置されている。名は付近の庚申塚にあった大きな松の木に因むといわれる。この松は元禄6年に町屋村と三河島村との境に植えられたと伝えられ、後に戦災で枯死したものの、一本松グリーンスポットという小公園に現在2代目の松が植えられている。なお、近くを通る都営バス草41系統の停留所名として「一本松」の名が残っている。

### 渡裸の渡し
古くは裸になって徒歩で渡っていたという記録から「渡裸（とら）川の渡し」と呼ばれるようになったと伝わる。後に「とら」という音から「とだ」となり「戸田の渡し」とも称された。現在の千住大橋のやや上流にあたり、奥州への古道が通っていた場所である。千住大橋架橋に伴い、江戸初期に廃されたという。

### 汐入の渡し
現在の千住汐入大橋付近にあった。1890年（明治23年）から1966年（昭和41年）まで汐入（現在の荒川区南千住八丁目）と千住曙町の鐘淵紡績会社を結び、女工たちの通勤用として運行されていた。紡績工場用とされる以前にも渡しはあったらしい。隅田川で最後まで運行されていた渡しである。

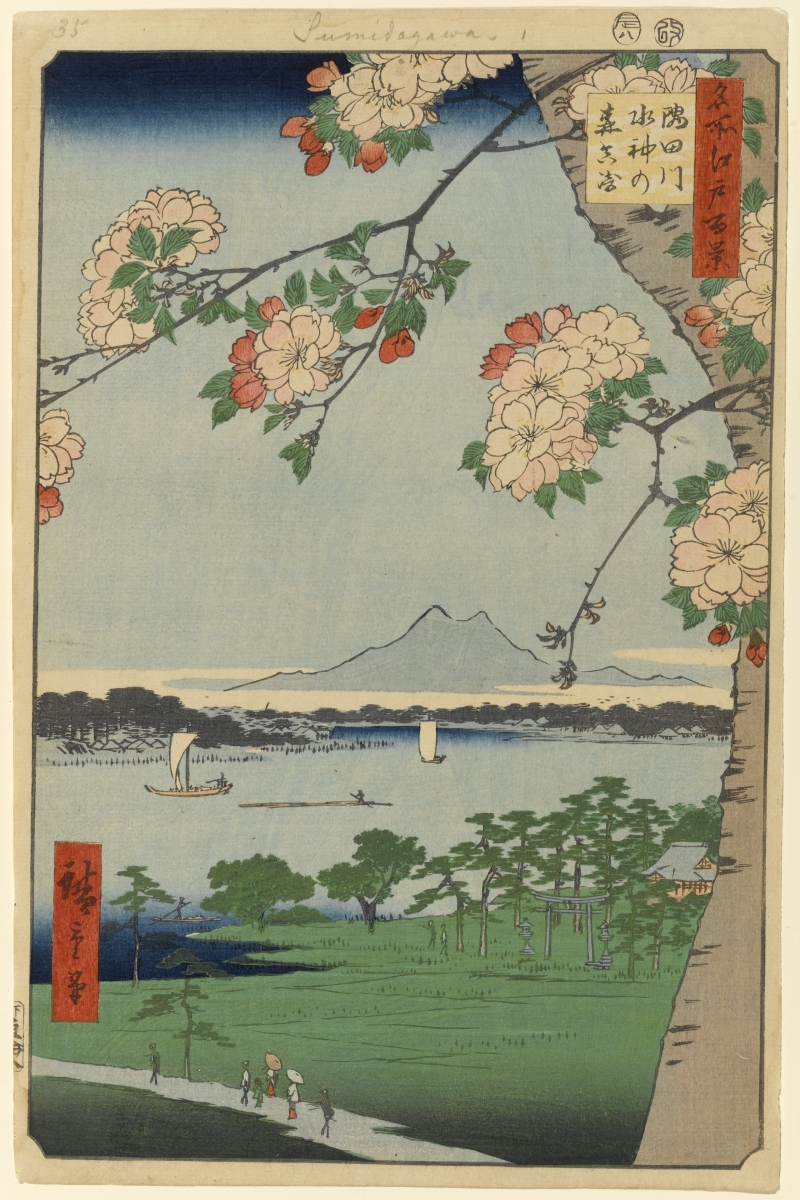
歌川広重「隅田川水神の森真崎」

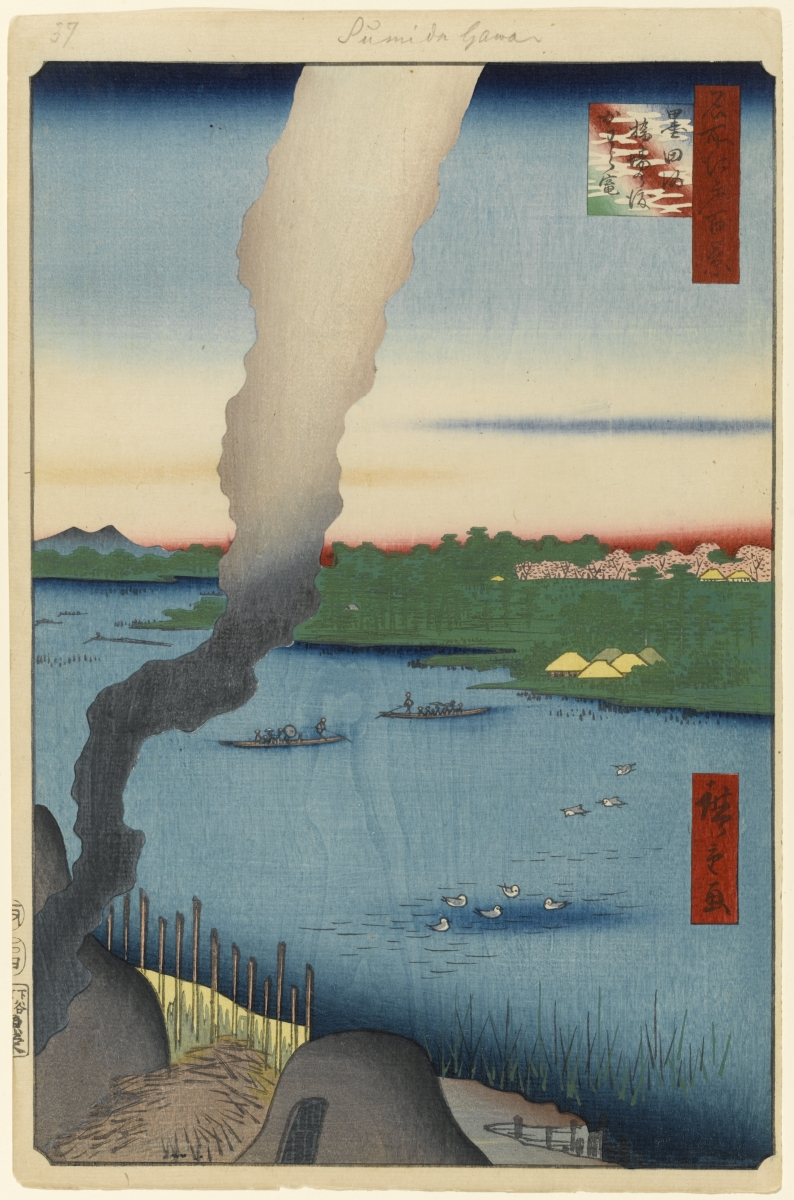
歌川広重「墨田河橋場の渡かわら竈」

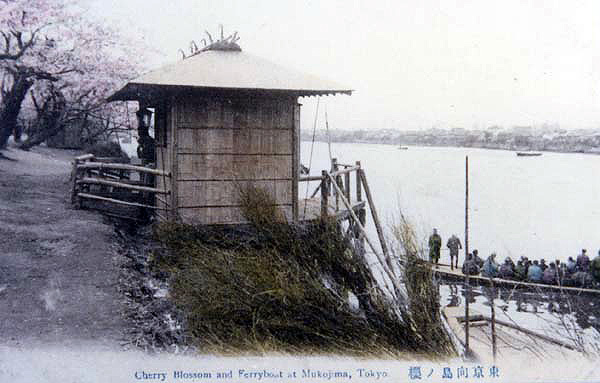
竹屋の渡し（明治時代）

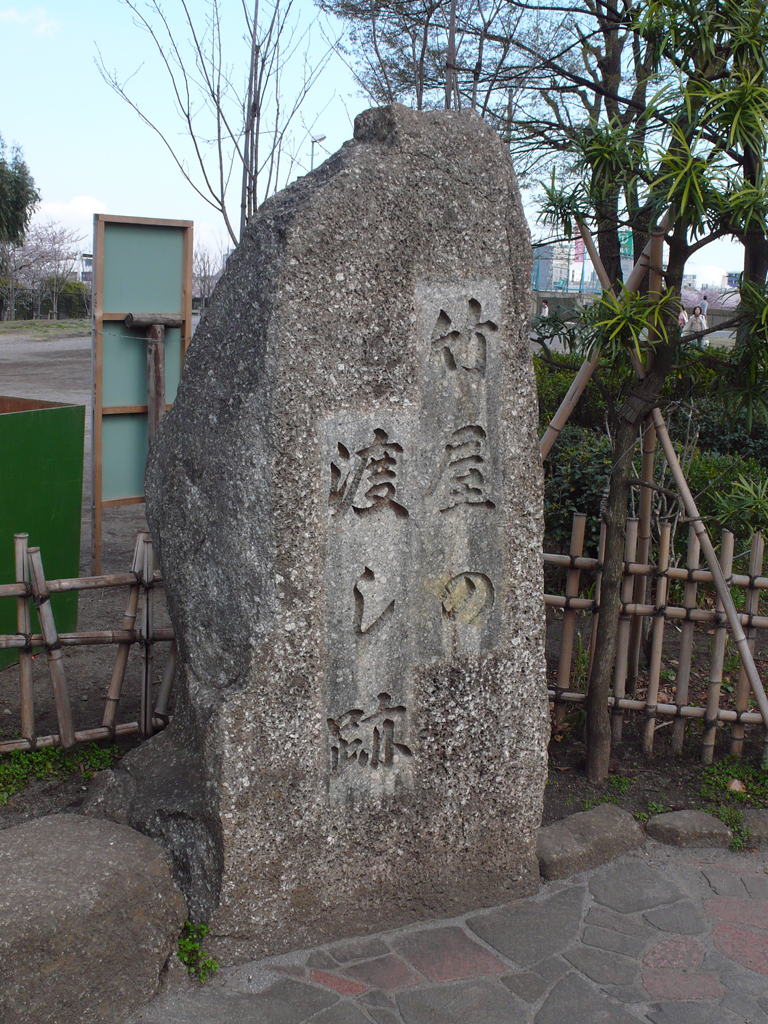
竹屋の渡し跡石碑（台東区スポーツセンター公園内 2008年3月）

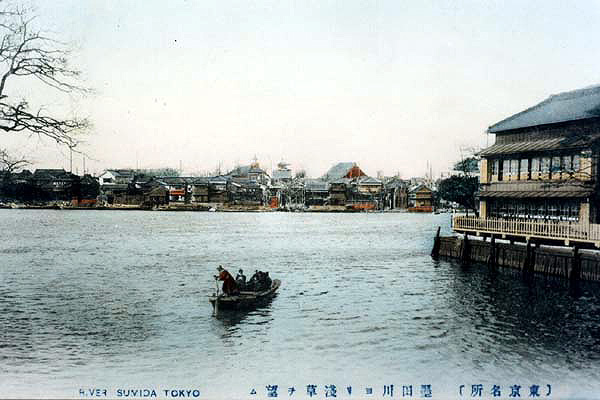
山の宿の渡し（明治時代）

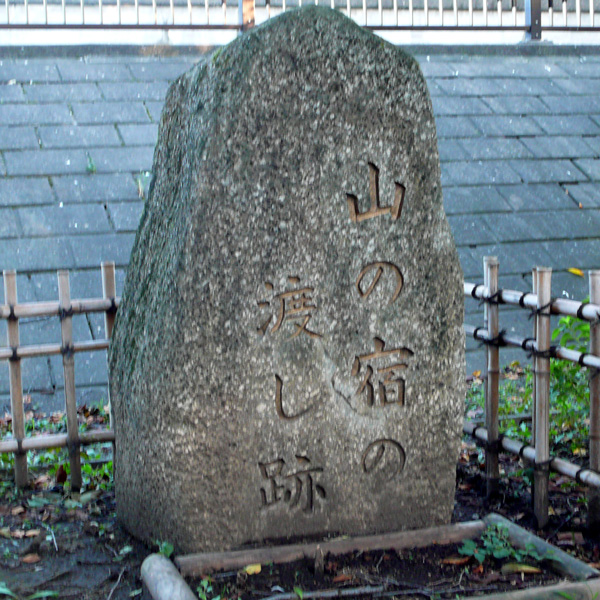
山の宿の渡し跡石碑（隅田公園内 2007年9月）

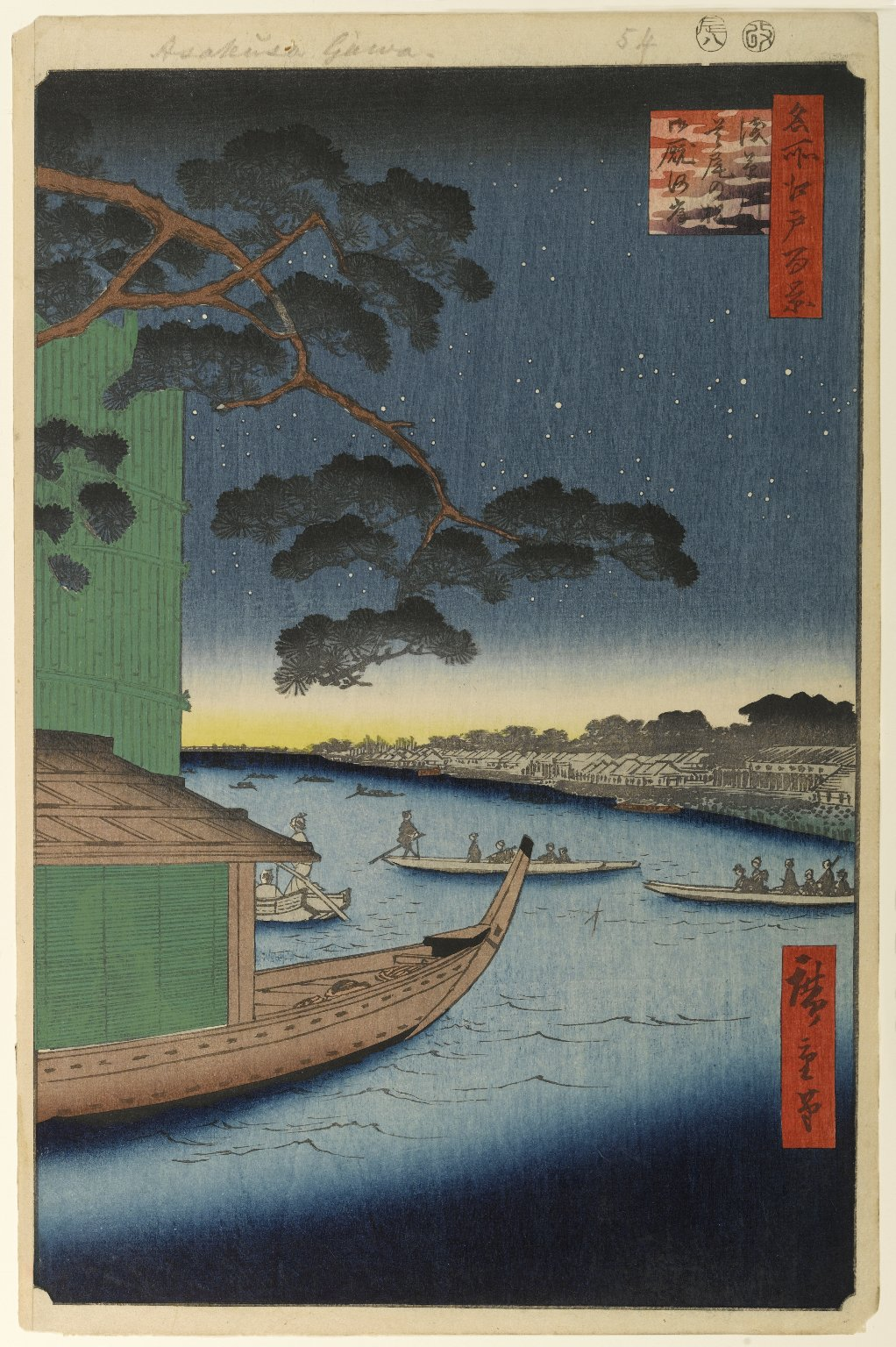
歌川広重「浅草川、首尾の松、御厩河岸」

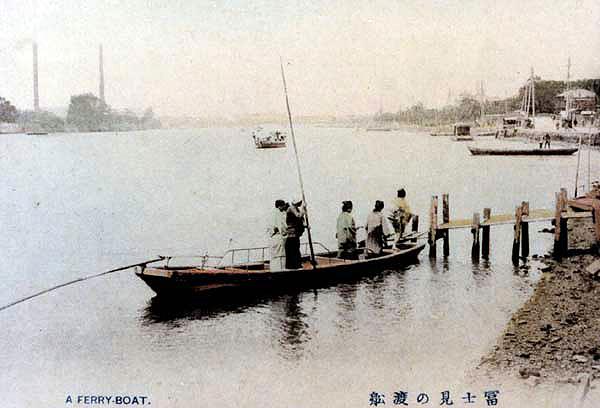
富士見の渡し（明治時代）

### 水神の渡し
現在の水神大橋の100 mほど下流にあった真崎稲荷と隅田川神社を結んでいた渡しで、名は隅田川神社が水神を祀っていることによるが、付近の俗称が「水神」でもあったことにもよる。歌川広重が錦絵「隅田川水神の森眞崎」に渡しを描いている。

### 橋場の渡し
現在の白鬚橋付近にあった。「白鬚の渡し」とも呼ばれた。
歴史的に位置や名称に変遷があったが、記録に残る隅田川の渡しとしては最も古い。律令時代の承和2年（835年）の太政官符に「住田の渡し」と書かれたものが残っている。
奥州、総州への古道があり、伊勢物語で主人公が渡ったのもこの渡しとされている。また、源頼朝が挙兵してこの地に入る際に、歴史上隅田川に最初に架橋した「船橋」もこの場所とされ、「橋場」という名が残ったとも伝えられている。
橋場は歴史の古い土地柄から江戸時代から風流な場所とされ、大名や豪商の別荘が隅田川河岸に並び、有名な料亭も多かった。明治期に入ってからも屋敷が建ち並んでおり、とりわけ著名な三条実美の別荘である「對鴎荘」が橋場の渡しの西岸にあった。
歌川広重が錦絵「墨田河橋場の渡かわら竈」に描いた。白鬚橋の完成に伴い、大正期に廃止されたといわれる。

### 今戸の渡し
「寺島の渡し」とも称される。現在の桜橋の上流付近にあった渡し。橋場に対して、新しく作られたということで「今」戸と呼ばれたという。前述の橋場の渡しと名称や渡河位置の錯綜が多く見られることから、ほぼ同じ渡しの流れとも考えられる。

### 竹屋の渡し
「竹家の渡し」、「向島の渡し」とも称された。待乳山聖天のふもとにあったことから「待乳（まつち）の渡し」とも称される。「竹屋」の名は付近にあった茶屋の名に由来するという。現在の言問橋のやや上流にあり、山谷堀から 向島三囲（みめぐり）神社（墨田区向島二丁目）を結んでいた。付近は桜の名所であり、花見の時期にはたいへん賑わったという。文政年間（1818年 - ）頃には運行されており、1933年（昭和8年）の言問橋架橋前後に廃された。近くの台東区スポーツセンター広場に渡し跡の碑がある。

### 山の宿（やまのしゅく）の渡し
現在の東武鉄道隅田川橋梁の付近にあった渡し。渡しのあった花川戸河岸付近は「山の宿町」と呼ばれ、その町名をとって命名された。そのため「花川戸の渡し」と称されたり、東岸の船着場が北十間川の枕橋のたもとにあったので「枕橋の渡し」とも称される。渡船創設年代は不明だが、江戸中期には運行されていたと考えられる。浅草寺への参拝客や、墨堤の花見客などで賑わった。隅田公園内に渡し跡の碑がある。

### 竹町（たけちょう）の渡し
「駒形の渡し」とも称される。現在の吾妻橋と駒形橋のほぼ中間の場所にあった渡しで、江戸期に吾妻橋が架橋されたことによって利用者は減ったものの、1876年（明治9年）まで運行されていた記録が残っている。

### 御厩（おうまや）の渡し
「御厩河岸の渡し」とも称され、現在の厩橋付近にあった。川岸に江戸幕府の「浅草御米蔵」があり、その北側に付随施設の厩があったのでこの名がついた。元禄3年（1690年）に渡しとして定められ、渡し船8艘、船頭14人、番人が4人がいたという記録が残る。渡賃は1人2文で武士は無料。1874年（明治7年）の厩橋架橋に伴い廃された。歌川広重の錦絵「浅草川首尾の松御厩河岸」にも描かれている。

### 富士見の渡し
舟上から富士山が良く見渡せたのでこの名がついたと言われている。江戸幕府の米蔵が付近にあったので「御蔵の渡し」とも称された。現在の蔵前橋の下流側にあたる場所にあった。関東大震災の発生前まで運行されていたが、震災発生により消滅。後に震災復興事業によって蔵前橋が架橋され、渡しが再開されることはなかった。

### 横網の渡し
現在の両国国技館、JR総武本線隅田川橋梁付近にあった渡し。

### 一目の渡し
「千歳の渡し」とも称された。現在の両国橋のやや下流、首都高速道路両国ジャンクション付近にあった渡し。後述の安宅の渡しとかなり近いルートのため、同系統の渡しであるとも考えられる。

### 安宅の渡し
現在の新大橋そばにあった渡し。江戸初期には運行が開始されていたとされる。「安宅」とは近くの河岸にあった幕府の御用船係留場にその巨体ゆえに係留されたままになっていた史上最大の安宅船でもある御座船安宅丸（あたけまる）にちなんで、付近が俗にそう呼ばれていたからである。
明治期の料金が記録に残っており、1人8銭、人力車1銭5厘、荷物8厘、自転車5厘とある。
江戸期～大正期の新大橋の旧橋は現在より150 mほど下流に架橋されていたため、新大橋と安宅の渡しは平行して運行されていたが、1912年（明治45年）7月19日に現在の場所に鉄橋が完成したときに廃された。
1986年に大川口の渡し、中洲の渡しとともに江東区の史跡に指定された。

### 中洲（なかず）の渡し
現在の清洲橋の位置にあった渡し。現在日本橋中洲は内陸だが、渡しのあった当時は水路があり、まさに中洲で無人の荒地だった。1873年（明治6年）、深川佐賀町に住む青木安兵衛が東京府知事の許可を得て始めたが、はじめ日本橋側の渡船場は箱崎、浜町付近で、中洲の開発が始まる明治40年ごろまで中洲は通過地点でしかなかったと考えられる。清洲橋の架橋に伴い廃された。
1986年に大川口の渡し、安宅の渡しとともに江東区の史跡に指定された。

### 大渡し
「深川の渡し」とも称された。現在の隅田川大橋の下流側、江戸期の永代橋の架橋場所付近に、江戸寛文年間にあった渡し。元禄11年（1698年）の永代橋架橋に伴って廃された。

### 大川口の渡し
元来の隅田川の河口にあった渡し。霊巌島（現在の中央区新川、隅田川テラス）付近と、深川熊井（現在の江東区永代、永代公園）付近を結んでいた。
1986年に中洲の渡し、安宅の渡しとともに江東区の史跡に指定された。

### 佃の渡し

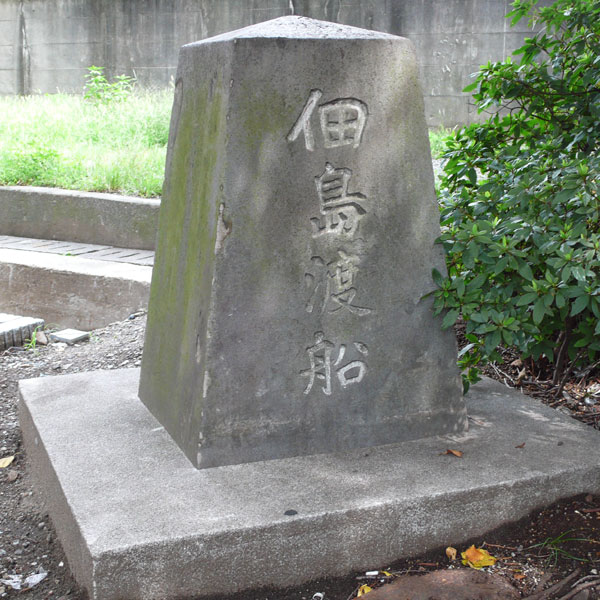
佃島の渡し碑（中央区）

現在の佃大橋付近にあった渡し。はじめは佃島の漁民たちと湊町（湊）とを結ぶ私的な渡しであった。佃島は漁村のほか、藤の花の名所でもあったため、江戸期には不定期に渡船が運行されていたが、日常的に運行されることはなかった。
明治期に入り、佃島や石川島、月島に造船所などが生まれると従業員のための重要な交通機関として発展し、明治9年の運賃記録によると1人5厘の料金だったようである。1883年（明治16年）には定期船の運行が開始、1926年（大正15年）に運営が東京市に移管された。翌昭和2年3月には無料の曳船渡船となった。一日に70往復という賑わった渡しであったが、1964年（昭和39年）8月27日、佃大橋(約800メートル)架橋に伴い廃された。佃大橋両岸に渡し跡の碑が残る。架橋後は造船所を中心に更に大きく賑わい、混雑した。
佃島の光景を愛していた劇作家の北條秀司が、1957年にこの渡しを舞台に新派俳優花柳章太郎のために書き下ろした芝居に『佃の渡し』がある。初演以来高い評価を受け、滅びゆく日本の古き良き情景を舞台で再生させた名作として、昭和39年には花柳十種のひとつに選ばれているなど、北條、花柳、そして新派にとって欠くことの出来ない代表作のひとつとなっている。花柳没後は水谷良重が後を引き継ぎ、こちらも高い評価を得ているが近年は再演されていない。

### 月島の渡し

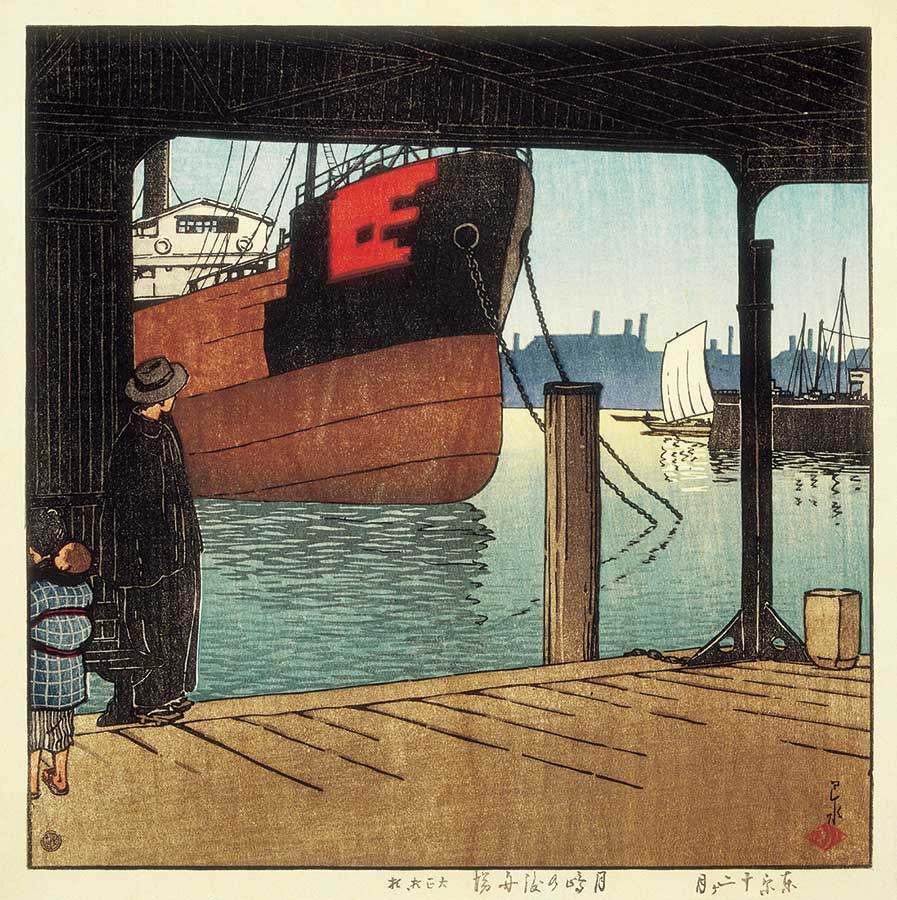
月島の渡し（大正期）

現在の中央区月島と対岸の現在の聖路加ガーデン付近を結んでいた渡し。月島の埋め立てが完成して間もない1892年（明治25年）に、鈴木由三郎という人物が私設の渡船を航行し始めた。その後、1901年（明治34年）、東京市が市営化を決め渡賃も無料にした。利用者は多く、明治44年（1911年）には徹夜渡船が運行されるまでであったという記録も残る。しかし、1940年（昭和15年）の勝鬨橋の完成とともに利用者が減少し、後に廃止された。中央区月島の「わたし児童遊園」内に案内板が残る。

### 勝鬨の渡し

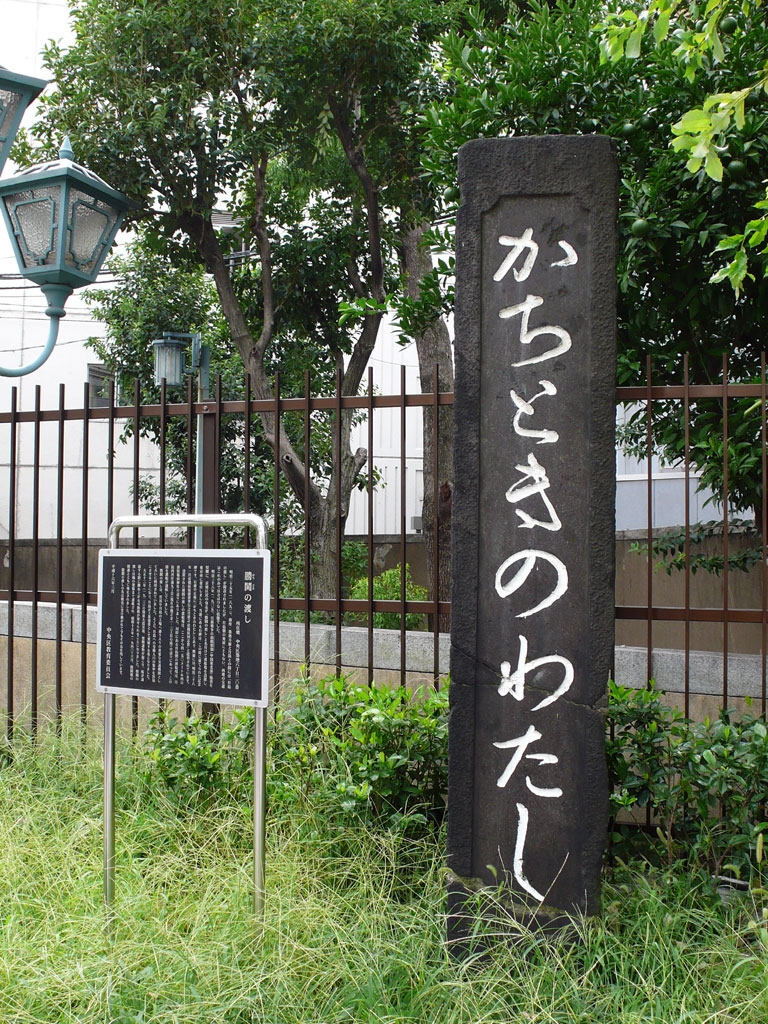
勝鬨の渡し碑（中央区）

現在の勝鬨橋のやや下流にあった。1905年（明治38年）、当時の京橋区役所が海幸橋と月島を結ぶ渡船を創設、無料の手漕ぎ渡船だった。まさに日露戦争の旅順陥落直後であり、この勝利を記念して海軍の発祥地でもある築地に「勝鬨の碑」を建設。さらに渡船も「勝鬨の渡し」と命名した。
後に経営を東京市に移管。料金は無料だった。1915年（大正4年）には乗船客の増加に汽船に格上げされた。月島の工場群に通勤する労働者に多く利用されたが、1940年（昭和15年）勝鬨橋の架橋に伴い廃された。

## 現在
現在隅田川で運行されている渡船は足立区新田にある日本化薬東京が運行する従業員専用の渡船のみとなっている。この渡船は川によって会社の敷地が分断されているために運行されているものであり、起終点共に工場敷地内にあるため一般の人々が乗ることはできない。

## 関連文献
- 斎藤幸雄「卷之六 開陽之部 隅田川渡」『江戸名所図会』 3巻、有朋堂書店、1927年、540-541,547-548頁。NDLJP:1174157/275。
- 斎藤幸雄「卷之六 開陽之部 御厩河岸渡」『江戸名所図会』 3巻、有朋堂書店、1927年、432頁。NDLJP:1174157/221。
- 斎藤幸雄「巻之七 揺光之部 隅田川渡」『江戸名所図会』 4巻、有朋堂書店、1927年、208-209頁。NDLJP:1174161/109。 - 橋場への渡口